# گرومن امریکن ای‌ای-۱
گرومن امریکن ای‌ای-۱ (به انگلیسی: Grumman_American_AA-1) یک هواگرد ملخ‌پیشین تک‌موتوره از نوع  هواپیمای آموزشی ساخت شرکت American Aviation است. هواگرد گرومن امریکن ای‌ای-۱ نخستین پروازش را در ۱۹۶۳ میلادی انجام داد. این هواگرد در سال ۱۹۶۸ میلادی رسماً معرفی گردید و در سال‌های ۱۹۶۸–۱۹۷۸ تولید شده‌است. در مجموع، تعداد ۱٬۸۲۰ فروند از این هواگرد ساخته شده‌است.
طراح این هواگرد، Jim Bede بود.